# Wahshi ibn Harb
Wahshi ibn Harb (El salvaje hijo de la guerra) también llamado Abu Dusmah, fue un esclavo etíope de Jubayr ibn Mut'im y sahaba (compañero del profeta islámico Mahoma). Es más conocido por haber matado al destacado guerrero musulmán, Hamza, tío de Mahoma, antes de aceptar el Islam, y después a Musaylima, el líder de un ejército apóstata enemigo que estaba librando una guerra contra los musulmanes.

## Durante la Batalla de Uhud
Wahshi (وحشي, lo cual significa "el salvaje") había sido nombrado por Hind bint Utbah para matar a una de las tres personas principales (Mahoma, Ali ibn Abi Talib, o Hamza ibn Abd 'al-Muttalib) de modo que pudiera vengar la muerte de su padre durante la Batalla de Badr.
Wahshi respondió, "no me puedo acercar a Mahoma en absoluto, porque sus compañeros están más cerca de él que de nadie. Ali también es extraordinariamente vigilante en el campo de batalla. Sin embargo, Hamza está tan furioso que, mientras lucha, no presta atención y es posible que pueda ser capaz de hacerle caer por algún truco o tomándole por sorpresa". Hind se alegró con esto y le prometió que si lograba realizar el trabajo, ella pagaría su libertad. Algunos creen que fue Jubair quien hizo esta promesa a su esclavo Wahshi, para vengar la muerte de su tío en Badr.
Wahshi dijo con posterioridad, "En el Día de Uhud [625] perseguía a Hamza ibn Abd al-Muttalib. Atacaba el centro del ejército como un león feroz. Mató a todos a los que se pudo acercar. Me escondí detrás de los árboles y piedras, de modo que no me pudiera ver. Estaba demasiado ocupado en luchar. Salí de la emboscada. Siendo un etíope, solía lanzar mis armas como los etíopes y nunca perdí el objetivo. Por tanto, lancé mi jabalina hacia él desde una distancia concreta después de moverla de una manera particular. El arma cayó sobre su flanco y salió de entre sus dos piernas. Me quería atacar pero el intenso dolor le impidió hacerlo. Permaneció en la misma condición hasta que su alma se apartó de su cuerpo. Luego me acerqué a él con mucho cuidado y sacando mi arma de su cuerpo regresé al ejército Quraysh y esperé mi libertad."

## Conversión al islam
Más tarde se convirtió al islam y mató al autoproclamado profeta Musaylimah (también conocido como Musaylimah al-Kadhdhaab, lo que significa "Musaylima El Mentiroso") durante la batalla de Yamama en 632. Wahshi relata la historia de su conversión:

Después de la batalla de Uhud, continué viviendo en Meca durante bastante tiempo hasta que los musulmanes conquistaron Meca. Luego escapé a Ta'if, pero el Islam pronto llegó también a la zona. Escuché que, por grave que sea el crimen de una persona, [Alá] lo perdona. Por lo tanto, alcancé a [Mahoma] con la Shahada en mis labios. Mahoma me vio y me dijo "¿Eres tú Wahshi, el Etíope?" Yo respondí afirmativamente. Entonces me dijo: "¿Cómo mataste a Hamza ibn Abd al-Muttalib?" Le di cuenta del asunto. Mahoma se conmovió y me dijo: "No debería ver tú rostro hasta que resucites, por que la calamidad desgarradora cayó sobre mi tío en tus manos". Los eruditos islámicos explican que la razón de que Washi evitara a Mahoma no era su ira continua contra él, pero parece que Wahshi sí interpretó de esa manera la mirada de Mahoma, sabiendo que podría ponerlo en apuros. Wahshi dijo: "Mientras Mahoma estaba vivo, me mantuve oculto de él. Después de su muerte, tuvo lugar la batalla contra Musaylimah. Me uní al ejército del Islam y usé la misma arma contra Musaylimah y logré matarlo con ayuda de un ansar. Si maté al mejor de los hombres [Hamza ibn Abd al-Muttalib] con esta arma, el peor hombre, tampoco escapó de su terror.
Conversación de Wahshi ibn Harb sobre el incidente con Hamza ibn Abdul-Muttalib.